# Klaus Stöttner

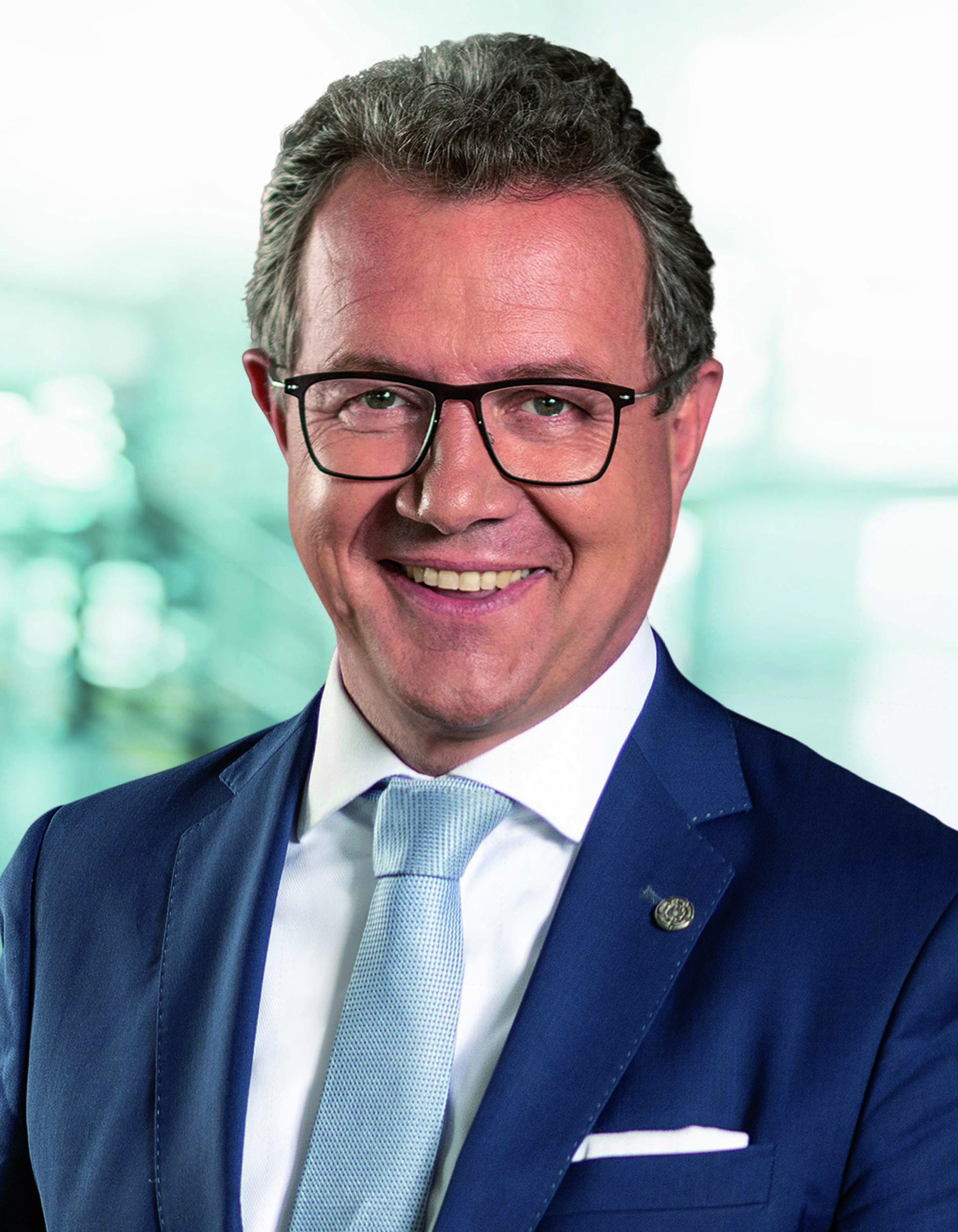
Klaus Stöttner (2014)

Klaus Stöttner (* 11. September 1963 in Schloßberg/Stephanskirchen bei Rosenheim) ist ein deutscher Politiker der CSU. Von 2003 bis 2023 war er Abgeordneter im Bayerischen Landtag.

## Ausbildung und Beruf
Klaus Stöttner besuchte von 1976 bis 1980 die Johann-Rieder-Realschule in Rosenheim und absolvierte nach der Mittleren Reife von 1980 bis 1983 eine Berufsausbildung zum Bankkaufmann. Von 1986 bis 1989 belegte er berufsbegleitend bei der Bankakademie in Frankfurt am Main eine Aufstiegsfortbildung zum Bankfachwirt. 1983 bis 1984 leistete er Wehrdienst beim Gebirgspionierbataillon Brannenburg ab und erhielt dabei die Ehrenmedaille der Bundeswehr. 1991 wechselte er zum Marktführer Allianz, begann die Trainerausbildungslaufbahn und schloss eine Versicherungsagentenausbildung im Außendienst bei der Bayerischen Versicherungsbank AG, damalige Tochter der Allianz Versicherungs AG, an. Seit Januar 2000 ist er geschäftsführender Gesellschafter und gleichberechtigter Teilhaber der Allianz Generalvertretung Teicher & Co. OHG in Prien am Chiemsee.
Im Jahr 2013 wurde bekannt, dass er den Alten Plenarsaal des Bayerischen Landtags im Jahr 2004 rettete. Den alten Plenarsaal bot Klaus Stöttner dem Haus der Bayerischen Geschichte (HdBG) in Regensburg an, wo er seit 2018 zu sehen ist.
Klaus Stöttner ist römisch-katholisch, verheiratet und hat zwei Kinder.

## Politik
Klaus Stöttner ist seit 1981 Mitglied der CSU, nachdem er bereits 1979 bis 1998 Mitglied in der Jungen Union war. Seit 2002 ist er CSU-Kreisvorsitzender und war zuvor von 1996 bis 1999 Kreisvorsitzender der JU-Rosenheim. In seiner Heimatgemeinde Prutting war er sieben Jahre lang Gemeinderat. Seit 2003 ist er Kreisrat im Landkreis Rosenheim.
Am 6. Oktober 2003 wurde er Mitglied des Bayerischen Landtags. Innerhalb der CSU-Landtagsfraktion nahm er die Aufgabe des Tourismuspolitischen Sprechers wahr. Er war von 2013 bis 2018 Mitglied im Ausschuss für Staatshaushalt und Finanzfragen. Stöttner vertrat den Stimmkreis Rosenheim-Ost (Stadt Rosenheim und das Chiemseegebiet, Wahlkreis Oberbayern) im Bayerischen Landtag. Bei der Landtagswahl 2023 trat er nicht erneut an.
2018 erhielt er den Bayerischen Verdienstorden.

## Ehrenamt
- 1. Vorsitzender des Kuratoriums und Ehrensenator der Technischen Hochschule Rosenheim
- Aufsichtsratsmitglied des Digitalen Gründungszentrums „Stellwerk 18“ in Rosenheim
- Präsident des Tourismus Oberbayern München e.V.
- Stellvertretender Vorsitzender des Vereins der Freunde der Abtei Frauenwörth im Chiemsee e.V
- Mitglied des Beirats der Fakultät Tourismus an der Hochschule München
- Mitglied im Wirtschaftsbeirat der Union und der Lenkungsgruppe Tourismus im Wirtschaftsbeirat Bayern
- Fördermitglied im gemeinnützigen Verein "Unsere Oper e.V." Immling
- Mitglied im Freundschaftsverein Beer Sheva e.V.
- Kuratoriumsmitglied der Festspiele Herrenchiemsee